# Trans-Canada Air Lines

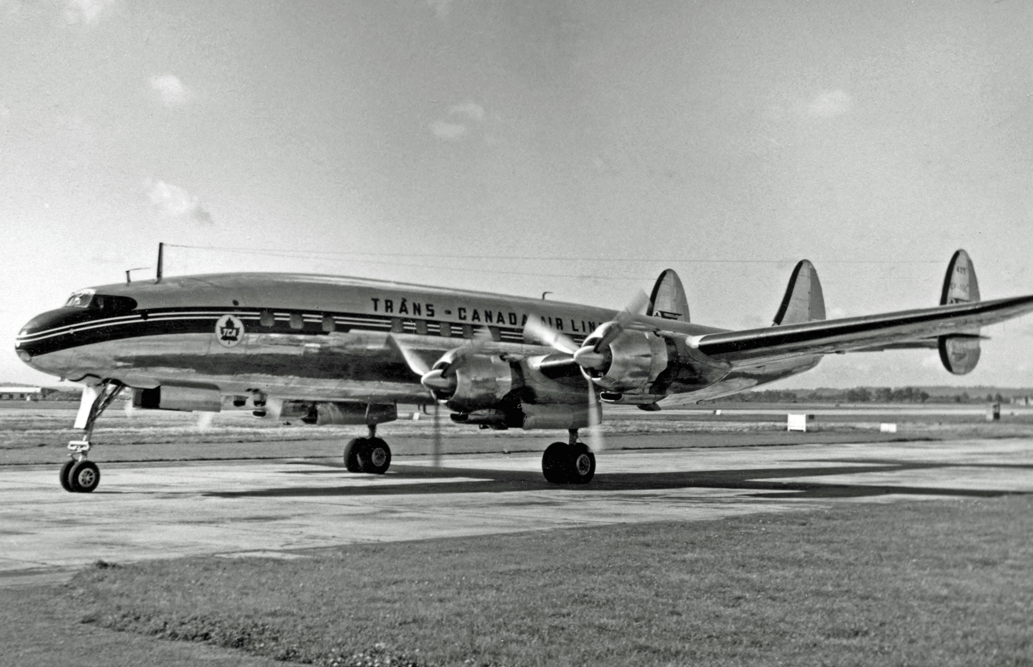
Lockheed Constellation w barwach Trans-Canada Air Lines na lotnisku Heathrow w 1954

Trans-Canada Air Lines (w skrócie TCA) – dawna kanadyjska linia lotnicza, pełniąca rolę przewoźnika narodowego. Powstała w 1937. W 1965 została przekształcona w Air Canada.

## Historia
Decyzję o powstaniu TCA podjęto 10 kwietnia 1937. Przedsiębiorstwo powstało jako spółka zależna Canadian National Railway. Początkowo flota składała się z dwóch samolotów pasażerskich oraz jednego małego dwupłatowca. Pierwszy lot z Vancouver do Seattle odbył się 1 września 1397 przy użyciu samolotu Lockheed L-10 Electra. 1 kwietnia 1939 uruchomiono regularne połączenie Vancouver z Montrealem. W 1948 uruchomiono połączenia transatlantyckie do Shannon, Londynu, Paryża i Düsseldorfu.
Pomiędzy 1937 a 1959 TCA miała monopol na krajowe połączenia transkontynentalne. W 1965 zadecydowano o zmianie nazwy firmy na Air Canada. Nazwa ta funkcjonowała już wcześniej jako wariant francuskojęzyczny.